# TRPM4
 (octobre 2022).
Le TPRM4 (pour « Transient receptor potential cation channel subfamily M (melastatin) member 4 ») ou mélastatine 4' est une protéine jouant comme canal ionique. Son gène, TPRM4, est situé sur le chromosome 19 humain.

## Rôle
Il est exprimé par plusieurs organes, dont le cœur et joue le rôle d'un canal calcique. 

## En médecine
Des mutations du gène, qu'elles entraînent un gain ou une perte de fonction, sont responsables de plusieurs maladies cardiaques occasionnant des troubles du rythme à type de syndrome de Brugada ou du QT long. Elles peuvent causer également un trouble de la conduction cardiaque familial.